# 谷秦山
谷 秦山（たに じんざん、寛文3年3月11日（1663年4月18日） - 享保3年6月30日（1718年7月27日））は江戸時代の儒学者、神道家。

## 人物
名は重遠（しげとお）、通称は丹三郎、号は秦山。
代々、土佐国長岡郡岡豊村の岡豊八幡宮（現・高知県南国市）の神職だった谷家の5代目谷重元の3男として生まれる。17歳の頃、山崎闇斎・浅見絅斎につき、朱子学・神道学・暦学を学び、32歳のとき渋川春海について天文・暦学を学び、土佐南学を大成させるが、45歳の時6代土佐藩主の跡継問題で無実の罪を受け土佐山田の地に蟄居させられる。
土佐南学の学問は、長男垣守、孫真潮にも受け継がれ門下生からは多くの人材が育ち、勤王運動に大きな影響を与えた。
土佐における郷土史研究の先駆者でもあり、元禄元年（1688年）26歳の時に『土佐遺語』の編纂を始める。それまで土佐の歴史書は1631年成立の『元親記』と1659年頃成立した『長元記』のみで、それらを脚色した『土佐物語』や『土佐軍記』が通説として流布していた。そのため郷土史の欠陥と研究の必要性を訴え、史実については考証を根拠とし、史料によって通説や伝説の排除を試みたとされる。
大正8年（1919年）、正五位を追贈された。
谷秦山の玄孫が谷干城である。

## 谷重遠墓
現在、高知県香美市山田町には、「谷重遠墓」がある。この墓は、1944年11月13日に国史跡に指定されている。

## 文献
- 『保建大記打聞編注』杉崎仁編注、平泉隆房序文、平泉澄解説「保建大記と神皇正統記」、勉誠出版、2009年
- 山根三芳『谷時中・谷秦山　叢書・日本の思想家』明徳出版社、2015年